# Pascal Barré
Pascal Barré (ur. 12 kwietnia 1959 w Houilles) – francuski lekkoatleta (sprinter), medalista olimpijski z 1980 i mistrz Europy juniorów z 1977. Jego brat bliźniak Patrick był również sprinterem, który często startował razem z Pascalem w biegach sztafetowych.

## Kariera sportowa
Na mistrzostwach Europy juniorów w 1977 w Doniecku Pascal Barré zwyciężył w sztafecie 4 × 100 metrów (biegła w składzie: Pierrick Thessard, Hermann Panzo, Patrick Barré i Pascal Barré), a w biegu na 200 metrów zdobył brązowy medal.
Zajął 5. miejsce w biegu na 200 metrów i 4. miejsce w sztafecie 4 × 100 metrów (w składzie: Patrick Barré, Pascal Barré, Lucien Sainte-Rose i Panzo) na mistrzostwach Europy w 1978 w Pradze. Zdobył brązowy medal w sztafecie 4 × 100 metrów na uniwersjadzie w 1979 w Meksyku.
Zdobył brązowy medal w sztafecie 4 × 100 metrów na igrzyskach olimpijskich w 1980 w Moskwie (sztafeta biegła w składzie: Antoine Richard, Pascal Barré, Patrick Barré i Panzo).
Na mistrzostwach Europy w 1982 w Atenach odpadł w półfinale biegu na 200 metrów, a sztafeta 4 × 400 metrów w składzie: Paul Bourdin, Aldo Canti, Didier Dubois i Pascal Barré zajęła 7. miejsce w finale. Również odpadł w półfinale biegu na 200 metrów na mistrzostwach Europy w 1986 w Stuttgarcie, a sztafeta 4 × 400 metrów zajęła 8. miejsce (Barré startował tylko w biegu eliminacyjnym). Odpadł w półfinale biegu na 200 metrów na halowych mistrzostwach Europy w 1987 w Liévin.
Był mistrzem Francji juniorów w biegu na 200 metrów w 1977, a wśród seniorów w biegu na 200 metrów w 1978 i 1979 oraz w biegu na 400 metrów w 1982, a także wicemistrzem w biegu na 100 metrów w 1979 i brązowym medalistą na 200 metrów w 1986. Był również halowym mistrzem Francji na 400 metrów w 1980 i na 200 metrów w 1985.
1 lipca 1979 w Genewie ustanowił rekord Francji w biegu na 200 metrów z czasem 20,38.
Rekordy życiowe Pascala Barré:
| Konkurencja        | Data i miejsce            | Wynik |
| ------------------ | ------------------------- | ----- |
| bieg na 100 metrów | 8 września 1979, Meksyk   | 10,29 |
| bieg na 200 metrów | 1 lipca 1979, Genewa      | 20,38 |
| bieg na 400 metrów | 15 sierpnia 1980, Lozanna | 46,07 |